# Bill Hunter
Bill Hunter, właśc. William John Hunter (ur. 27 lutego 1940 w Ballarat, zm. 21 maja 2011 w Melbourne) – australijski aktor i komik. Laureat dwóch nagród Australian Film Institute. W 2001 został uhonorowany Centenary Medal za zasługi dla australijskiego przemysłu filmowego i występ w filmie Gallipoli (1981).

## Życiorys
Urodził się w Ballarat w Wiktorii jako syn Francie i Williama Hunterów. Miał brata Johna i siostrę Marie Ann. Jako nastolatek był mistrzem w pływaniu i przez krótki czas utrzymywał rekord świata na 100 metrów stylem dowolnym, dopóki jego rekord nie został pobity przez Johna Devitta w następnym biegu 10 minut później. Hunter zakwalifikował się do australijskiej drużyny pływackiej na Letnie Igrzyska Olimpijskie 1956 w Melbourne w Australii, zanim atak zapalenia opon mózgowych zakończył jego olimpijskie nadzieje. Opuścił szkołę w wieku 13 lat.
W 1957 po raz pierwszy trafił przed kamery jako statysta w australijskim westernie The Shiralee z Peterem Finchem. Karierę aktorską rozpoczął w latach 60. w telewizji. Wystąpił w ponad 60 filmach. Uważany był za aktora charakterystycznego, często grał postacie pozornie opryskliwe, silne i wygadane ale o miękkim sercu. Za rolę Lena Maguire w dramacie Phillipa Noyce’a Front nowin (1978) otrzymał nagrodę Australian Film Institute jako najlepszy aktor w głównej roli. Kreacja majora Bartona w dramacie wojennym Petera Weira Gallipoli (1981) przyniosła mu drugą nagrodę Australian Film Institute w kategorii najlepszy aktor drugoplanowy.
15 maja 2011 został przyjęty do hospicjum Caritas Christi w Kew po tym, jak odmówił pójścia do szpitala. Zmarł sześć dni potem w Melbourne w otoczeniu rodziny i przyjaciół na raka wątroby w wieku 71 lat.

## Filmografia
Filmy
- 1970: Ned Kelly jako oficer
- 1976: Szalony pies Morgan jako sierżant Smith
- 1981: Gallipoli jako major Barton
- 1992: Roztańczony buntownik jako Barry Fife
- 1993: Broken Highway jako Wilson
- 1994: Wesele Muriel jako Bill Heslop
- 1994: Priscilla, królowa pustyni jako Robert „Bob” Spart
- 1997: Droga do Nhill jako Bob
- 1998: Najszczęśliwsze lata wojny jako Brendan (głos)
- 1998: Odgłosy burzy jako Cooper
- 2000: Ostatni brzeg jako premier Seaton
- 2003: Kangur Jack jako Blue
- 2003: Gdzie jest Nemo? jako dentysta (głos)
- 2008: Australia jako Szyper (Qantas Slup)
- 2010: Legendy sowiego królestwa: Strażnicy Ga’Hoole jako Bubo (głos)
- 2011: Gonitwa jako Bart Cummings

Seriale
- 1966: Doktor Who jako strażnik
- 2010: Pacyfik jako James